# Hofmeister
Hofmeister (nemško  Hofmeister, latinsko magister/praefectus curiae, dansko hofmester, hovmester, švedsko  hovmästare, češko  hofmistr, poljsko ochmistrz, francosko précepteur, italijansko precettore/istitutore) je bil dvorni uradnik, ki je deloval kot pomočnik kralja, visokega plemiča ali cerkvenega prelata. Kasneje je postal naziv zasebnega učitelja, ki je poleg izobraževanja skrbel za tudi za  vzgojo učencev.

## Vloga

### V službi kralja in drugih mogotcev
Hofmeister je bil eden najvišjih uradnikov na dvorih nemških cesarjev in kraljev, obstajal pa je tudi na knežjih dvorih in dvorih manjših dinastij. Njegova uradna vloga je bila sprva vodenje kraljevega gospodinjstva in služenje kralju osebno.  V 15. stoletju je postal vladni uradnik. Na nemških knežjih dvorih  je nazadnje postal nekakšen tajni svetovalec ali ministrski predsednik. Včasih je obdržal vlogo gospodarja gospodinjstva, kakršen je na primer Master of the Household  na sodobnem britanskem kraljevem dvoru.

### V službi cerkvenih prelatov
V cerkvenih krogih je bil hofmeister naslov osebe, ki je v samostanu deloval kot svetovalec ali pomočnik (adlatus)  svojega opata.

### V izobraževanju
Pozneje je bil hofmeister lahko tudi hišni učitelj, odgovoren tudi za vzgojo svojih učencev izven šolskega časa. V tej vlogi bi ga lahko imenovali tudi hišni mentor. 

### Gledališče
Der Hofmeister je naslov gledališke tragikomedije Jakoba Mihaela Reinholda Lenza.